# 蒯曼
蒯曼（2004年2月7日—），中国乒乓球运动员。生于江苏省盐城市射陽縣。2020年8月入选国家乒乓球一队。她在2021年和2023年世界青少年乒乓球锦标赛中赢得了19岁以下級別賽事的女子单打冠军。

## 運動員生涯
2023年德班世乒赛，蒯曼與林詩棟拍檔於混雙四強賽中以1-3的比分不敵日本的張本智和及早田希娜組合，獲得混雙季軍。
2024年阿斯塔纳亚锦赛，蒯曼與林詩棟拍檔於混雙決賽中以3-1的比分戰勝朝鮮的李正植及金琴英組合，奪得首枚亚锦赛混雙金牌；但在女雙四強賽，蒯曼與陳幸同拍檔以0-3的比分不敵日本的大藤沙月及橫井咲櫻組合，獲得女雙季軍；團體賽亦以1-3的比分不敵日本隊，獲得女團亞軍。
2025年深圳乒乓球亚洲杯，蒯曼於女單四強賽中以1-4的比分不敵隊友王曼昱，獲得女單季軍。同年的澳門世界杯，蒯曼於女單決賽中以0-4的比分不敵隊友孫穎莎，獲得女單亞軍。同年的多哈世乒赛，蒯曼與王曼昱拍檔於女雙決賽中以3-0的比分擊敗奧地利的索菲亞·波爾卡諾娃及羅馬尼亞的瑟奇·貝爾納黛特的跨國組合，首次獲得世乒赛女雙冠軍。